# 叶成章
叶成章，中华人民共和国政治人物、外交官。
1973年，担任中华人民共和国驻緬甸大使。1977年，接替王幼平担任中华人民共和国驻马来西亚大使。1982年，由陈抗接任。